# Kapellen-Drusweiler
Kapellen-Drusweiler település Németországban, Rajna-vidék-Pfalz tartományban. Lakosainak száma 992 fő (2023. december 31.).

## Népesség
A település népességének változása:
| Lakosok száma | 697  | 945  | 936  | 971  | 995  | 992  |
|               | 1975 | 2017 | 2019 | 2021 | 2022 | 2023 |